# Uterusruptur

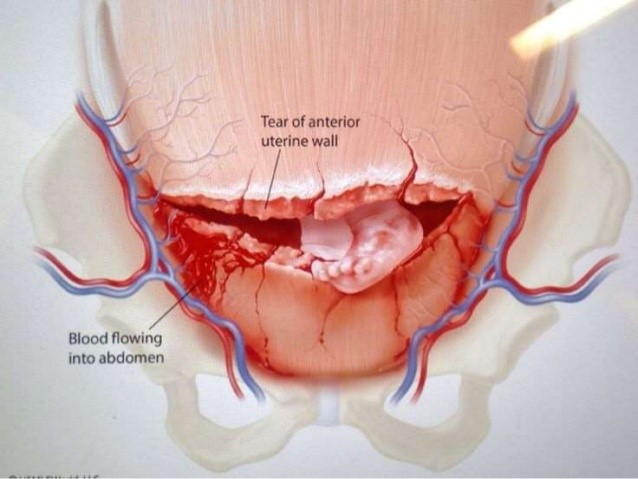

Die Uterusruptur (oder Gebärmutterriss) ist ein Zerreißen des Uterus meist während der Geburt. Die Häufigkeit beträgt ca. 1:1500 Geburten.

## Ursachen
Die häufigste Ursache ist eine vorangegangene Operation an der Gebärmutter. Spontanrupturen können auftreten bei
- Fehlbildungen wie Uterus bicornis,
- Lageanomalien oder bei Missverhältnis
- Überdosierung von Wehenmitteln (infolge dessen Wehensturm)[1][2]
- Rudimentäres Uterushorn[1]
- Multiparität (mehrere vorangegane Geburten)[1]
- geburtshilfliche Operationen[2]

Traumatische Zerreißungen der Gebärmutter können in seltenen Fällen bei starker äußerer Gewalteinwirkung, z. B. Verkehrsunfällen auftreten.

## Formen
Man unterscheidet die komplette Uterusruptur, bei der das Kind in der Bauchhöhle liegt, und die gedeckte Uterusruptur, bei der es zur Dehiszenz einer Uterusnarbe ohne offene Verbindung zur Bauchhöhle kommt.

## Symptome
Symptome der drohenden Ruptur sind eine Erhöhung der Wehenfrequenz bis Wehensturm, innere Unruhe und Angstzustände sowie ein starker Druckschmerz im unteren Uterinsegment. Es kommt zu einem Geburtsstillstand und der Bandl-Ring steigt über Nabelhöhe. Es ist Blut im Urin (Hämaturie) feststellbar.
Bei einer eingetretenen Ruptur fällt die kindliche Herzfrequenz ab und die Wehentätigkeit hört schlagartig auf. Die Patientin hat ein Gefühl des innerlichen Zerreißens. Durch den Blutverlust kommt es zu Schockanzeichen (Tachykardie, Hypotonie, blasse, kalte und kaltschweißige Haut, zunehmende Bewusstseinseintrübung). Eine vaginale Blutung ist feststellbar. Das Kind kann unter der Bauchdecke ertastet werden.

## Therapie
Zur Therapie gehört eine sofortige intravenöse Tokolyse und eine notfallmäßige Schnittentbindung.

## Quelle
- Henning Schneider, Peter Husslein: Die Geburtshilfe: [Praxisorientierung, Prüfungswissen, Zusammenhänge; 7 neue Top-Themen]; mit 175 Tab. 2. Auflage. Springer-Verlag, Berlin 2004, ISBN 3-540-44032-1.